# 2С43
2С43 «Мальва» — российский 152-мм межвидовой артиллерийский комплекс на шасси полноприводного автомобиля БАЗ-6910-027 «Вощина» с колёсной формулой 8×8 производства Брянского автозавода. САУ создана в рамках ОКР «Набросок». В качестве боевого орудия используется 152-мм нарезная гаубица 2А64 с длиной ствола в 47 калибров, идентичная орудию САУ 2С19 «Мста-С». Благодаря отказу от башни и бронирования места установки орудия машина стала значительно легче, что позволило транспортировать её самолётами ВТА, такими как Ил-76.
Орудие (САО) может автоматизированно вести стрельбу в режиме огневого налёта.

## Назначение и особенности
Разработана в нижегородском ОАО «Центральный научно-исследовательский институт „Буревестник“».
2С43 «Мальва» предназначается для поражения тактических ядерных и обычных вооружений противника, нанесения ударов по артиллерийским батареям, колоннам техники, средствам ПВО, командным пунктам и т. д.
Главным нововведением проекта 2С43 «Мальва» является использование колёсного шасси, благодаря которому, при том же вооружении и боевых возможностях, изделие 2С43 существенно легче и мобильнее САУ 2С19 «Мста-С», а также дешевле в эксплуатации.

## История создания
Первые упоминания о создании САУ относятся к 2019 году.
В 2021 году в рамках испытаний главного конструктора подтверждена эффективность «Мальвы» и соответствие этой машины требованиям тактико-технического задания.
Испытания 2С43 «Мальва» планировались до конца 2022 года. Также развёрнуто опытное производство изделия.
17 мая 2023 года испытания были закончены.
26 октября 2023 года первые серийные образцы поступили на вооружение ВС России.

## Технические характеристики
Дальность стрельбы — 24,5 км.
Скорострельность — до 7 выстр./мин.
Расчёт — 5 человек.
Количество возимого боекомплекта — 30 выстрелов.
Габариты, длина/ширина/высота — 13 / 2,75 / 3,1 метров.
Полная масса — 32 тонны.

## Аналоги
- CAESAR
- 2С22 «Богдана»
- ATMOS 2000
- PCL-181
- ARVE